# Pipe the Whiskers
Pipe the Whiskers  è una comica muta del 1918 di Alfred J. Goulding con Harold Lloyd.

## Trama
Lloyd interpreta un portiere che gestisce una casa di riposo.